# Anastasia Sjilova
Anastasia Igorevna Sjilova (Russisch: Анастасия Игоревна Шилова) (Krasnojarsk, 10 januari 1991) is een Russisch basketbalspeelster die uitkomt voor het nationale team van Rusland. Ze werd Meester in de sport van Rusland, Internationale Klasse.

## Carrière
Sjilova begon haar carrière in 2005 bij Krasnojarotsjka Krasnojarsk. In 2010 ging Sjilova spelen voor Dinamo-GUVD Novosibirsk. In 2013 ging ze naar Tsjevakata Vologda. In 2015 ging ze spelen voor Nadezjda Orenburg. Met die club haalde ze de finale van de EuroLeague Women in 2016. Ze speelde de finale in Istanboel tegen UMMC Jekaterinenburg uit Rusland. Ze verloor die finale met 69-72. In 2019 won ze de EuroCup Women door in de finale te winnen van Basket Lattes-Montpellier uit Frankrijk met een totaalscore van 146-132 over twee wedstrijden. In 2021 verhuisde ze naar UMMC Jekaterinenburg. Met UMMC werd ze Landskampioen van Rusland in 2023, 2024 en 2025.
Met Rusland speelde Sjilova op het Europees Kampioenschap in 2019 en 2021.

## Erelijst
- Landskampioen Rusland: 3
  - Winnaar: 2023, 2024, 2025
  - Tweede: 2016, 2022
  - Derde: 2017, 2018, 2019
- Bekerwinnaar Rusland: 4
  - Winnaar: 2021, 2023, 2024, 2025
- RFB Super Cup:
  - Runner-up: 2021
- EuroLeague Women:
  - Runner-up: 2016
- EuroCup Women: 1
  - Winnaar: 2019
- FIBA Europe SuperCup Women:
  - Runner-up: 2021